# Public Broadcasting Services
Public Broadcasting Services (PBS) é o organismo público de radiodifusão de Malta. A PBS é financiada por subsídios governamentais e a venda de tempo de antena comercial. A TVM é o canal mais visto em Malta e a Magic Malta têm grande popularidade entre os habitantes e os turistas ouvintes.
Em 1975, PBS (anteriormente Xandir Malta (XM)) tornou-se co-membro da União Europeia de Radiodifusão (UER), em conjunto com o Maltês Autoridade de Radiodifusão (MBA). O último foi admitido como um total, de membro ativo, como Malta Serviço de Televisão Ltda já foi, em 1970. Desde 2003, a PBS é o único membro da UER em Malta.
Antes de ser Xandir Malta, a emissora tinha o nome de Serviços de Televisão de Malta Ltda. O serviço foi executado por Rediffusion, com sede em Londres, independente de radiodifusão.
A seguir a transição para a televisão digital utilizando o DVB-T padrão em outubro de 2011, , todos os licenciados terrestre canais em Malta eram distribuídos através de uma rede de transmissores operado pela PBS. Estes transmissores estão localizados em Delimara (Marsaxlokk), Nadur, Mellieha, Mtarfa, Naxxar e em Portomaso, (St. Julian's).

## Serviços

### Rádio
Os serviços de rádio da PBS consistem na Radju Malta, Radju Malta 2 e estações de rádio Magic Malta.

### Televisão
Os serviços de televisão da PBS consistem nos canais de televisão TVM e TVM2. Ele também operam o serviço da TV Parlamento ao abrigo de um acordo com o Parlamento de Malta.